# Diego Contento
Diego Armando Valentin Contento (Múnic, Alemanya, 1 de maig de 1990) és un exfutbolista alemany que jugava com a defensa.

## Biografia
Va néixer a Alemanya, de pares italians procedents de la Ciutat metropolitana de Nàpols; per això posseeix doble nacionalitat: italiana i alemanya. El seu nom li va ser posat en homenatge a Diego Armando Maradona, ja que el pare era un gran seguidor del Napoli, que s'havia consagrat campió de la Sèrie A dos dies abans del seu naixement. Els seus germans majors Vincenzo i Domenico també van militar en les categories inferiors del Bayern de Múnic.

## Trajectòria
Crescut en la pedrera del Bayern de Múnic, el 16 de desembre de 2008 Contento va debutar amb l'equip filial del club en la 3. Lliga, marcant un gol contra el Kickers Emden. Durant la temporada va totalitzar 11 presències i 2 gols. Va ser utilitzat amb regularitat també en la temporada següent.
El 10 de febrer de 2010, es va produir el seu debut en el primer equip, reemplaçant a Christian Lell en els quarts de final de Copa d'Alemanya davant el Greuther Fürth; set dies després va reemplaçar a Daniel Van Buyten en el partit d'anada dels vuitens de final de la Champions contra l'ACF Fiorentina; per fi, el 20 de febrer va debutar en la Bundesliga com a titular davant el Núremberg. En la Champions 2009-10, va jugar com titular la semifinal d'anada contra l'Olympique de Lió i, en la Champions 2011-12, la final perduda davant el Chelsea FC en l'Allianz Sorra.
El 6 d'abril de 2013, Contento va guanyar la seva segona Bundesliga amb sis dates d'antelació, i el 25 de maig la seva primera Champions, amb la victòria per 2 a 1 en la final davant el Borussia Dortmund. L'1 de juny es va consagrar campió també en la Copa d'Alemanya (la segona en la seva carrera), aconseguint el triplet amb el Bayern.
El 25 de març de 2014, va guanyar la seva tercera Bundesliga (la vintè quarta en la història del conjunt bavarès), amb set dates d'antelació.
Després de quatre anys a França, va tornar al futbol alemany en la temporada 2018-19 per jugar amb el Fortuna Düsseldorf. Després de finalitzar el seu contracte, l'1 de juliol de 2020 va fitxar pel SV Sandhausen.

## Internacional
Ha jugat 4 partits amb la selecció de futbol sub-20 d'Alemanya.

## Clubs
| Club                       | País              | Any       |
| -------------------------- | ----------------- | --------- |
| Bayern de Múnic            | Alemania Alemania | 2010-2014 |
| F. C. Girondins de Bordeus | França            | 2014-2018 |
| Fortuna Düsseldorf         | Alemania Alemania | 2018-2020 |
| SV Sandhausen              | Alemania Alemania | 2020-     |

### Campionats nacionals
| Títol                | Club            | País              | Any  |
| -------------------- | --------------- | ----------------- | ---- |
| 1. Bundesliga        | Bayern de Múnic | Alemania Alemania | 2010 |
| Copa d'Alemanya      | Bayern de Múnic | Alemania Alemania | 2010 |
| Supercopa d'Alemanya | Bayern de Múnic | Alemania Alemania | 2010 |
| Supercopa d'Alemanya | Bayern de Múnic | Alemania Alemania | 2012 |
| 1. Bundesliga        | Bayern de Múnic | Alemania Alemania | 2013 |
| Copa d'Alemanya      | Bayern de Múnic | Alemania Alemania | 2013 |
| 1. Bundesliga        | Bayern de Múnic | Alemania Alemania | 2014 |
| Copa d'Alemanya      | Bayern de Múnic | Alemania Alemania | 2014 |

### Campionats internacionals
| Títol                        | Equip           | Seu     | Any  |
| ---------------------------- | --------------- | ------- | ---- |
| Lliga de Campions de la UEFA | Bayern de Múnic | Londres | 2013 |
| Supercopa d'Europa           | Bayern de Múnic | Praga   | 2013 |
| Copa Mundial de Clubs        | Bayern de Múnic | Marroc  | 2013 |